# Cessna 441
El Cessna 441 Conquest II fue el primer avión turbohélice diseñado por Cessna y fue pensado para llenar el hueco entre sus aviones de reacción y sus aviones propulsados por motores de pistones. Fue desarrollado en 1974, siendo entregado el primer ejemplar en septiembre de 1977. Se trata de un desarrollo del Cessna 404 con motores de turbina y cabina presurizada.